# Адриано Паната
Адриано Паната (на италиански: Adriano Panatta) е италиански тенисист.

## Биография
Адриано Паната е роден на 9 юли 1950 г. в Рим, Италия. Баща му е пазач на тенис клуб „Париоли“, Адриано се научава да играе на клей кортовете на клуба.
Адриано Паната е атеист. По-малкият му брат Клаудио Паната е негов колега по тенис.

## Кариера
Адриано Паната печели Откритото първенство на Франция през 1976 г., когато побеждава Харолд Соломон на финала с 6–1, 6–4, 4–6, 7–6. Става първият италианец в Оупън ерата, спечелил титла от Големия шлем на сингъл. Паната е единственият тенисист, който някога е побеждавал Бьорн Борг на Ролан Гарос, прави го два пъти.
В края на 1976 г. той помага на отбора на Италия да вземе първата си титла в Купа Дейвис, печели две победи на сингъл и на двойки във финала срещу Чили. Достига най-високо класиране на сингъл в света, до номер 4 през същата година. Паната остава най-високопоставеният италиански тенисист в историята до февруари 2024 г., когато Яник Синер става номер 3, а в последствие и номер 1.
След триумфа за Купа Дейвис през 1976 г., Паната помогна на Италия да стигне до финала за Купа Дейвис още три пъти – през 1977, 1979 и 1980 г. Достига рекорд от 64–36 за Купа Дейвис (55–17 на клей).

## Кариерна статистика

#### Титли на турнири отГолям шлем(1)
| година | турнир      | съперник       | резултат                   |
| ------ | ----------- | -------------- | -------------------------- |
| 1976   | Ролан Гарос | Харолд Соломон | 6 – 1, 6 – 4, 4 – 6, 7 – 6 |